# Caririaçu (ort)
Caririaçu är en ort i Brasilien.   Den ligger i kommunen Caririaçu och delstaten Ceará, i den östra delen av landet, 1 400 km nordost om huvudstaden Brasília. Caririaçu ligger 712 meter över havet och antalet invånare är 12 971.
Terrängen runt Caririaçu är kuperad norrut, men söderut är den platt. Caririaçu ligger uppe på en höjd som går i öst-västlig riktning. Runt Caririaçu är det ganska tätbefolkat, med 72 invånare per kvadratkilometer.. Närmaste större samhälle är Juazeiro do Norte, 19,3 km söder om Caririaçu.
Omgivningarna runt Caririaçu är huvudsakligen savann.